# ان‌جی‌سی ۴۰۳۶
ان‌جی‌سی ۴۰۳۶ (انگلیسی: NGC 4036) نام یک کهکشان در صورت فلکی خرس بزرگ است.